# Jackie Graham
John Joseph Graham, meglio conosciuto con il soprannome Jackie (Glasgow, 16 luglio 1946), è un ex calciatore e allenatore di calcio scozzese, di ruolo attaccante.

## Carriera
Formatosi nel Clydebank Strollers, nel 1965 viene ingaggiato dal Greenock Morton, con cui retrocede in cadetteria al termine della Scottish Division One 1965-1966.
Nell'agosto 1966 passa al Dundee Utd, con cui gioca sino al 1968.
Con gli Arabs partecipò alla Coppa delle Fiere 1966-1967, ove eliminò nei sedicesimi di finale i campioni in carica del Barcellona, prima squadra scozzese a vincere in una trasferta in Spagna, ma venendo eliminato nel turno successivo dagli italiani della Juventus.
Nell'estate 1967 con gli scozzesi disputò il campionato nordamericano organizzato dalla United Soccer Association: accadde infatti che tale campionato fu disputato da formazioni europee e sudamericane per conto delle franchigie ufficialmente iscritte al campionato, che per ragioni di tempo non avevano potuto allestire le proprie squadre. Il Dundee United rappresentò il Dallas Tornado, che concluse la Western Division al sesto ed ultimo posto.
Nel 1968 passa ai dilettanti inglesi del Guildford City, rimanendovi due anni.
Nel 1970 passa al Brentford, club di quarta divisione inglese, con cui ottiene la promozione in terza serie al termine della Fourth Division 1971-1972 ma retrocedendo immediatamente la stagione seguente. Ottiene una nuova promozione in terza serie al termine della Fourth Division 1977-1978. Nel dicembre 2013 viene inserito nel famedio del club.
Terminata l'esperienza al Brentford, passa a vari club dilettantistici inglesi.
Lasciato il calcio giocato, allenò saltuariamente il Staines Town.